# Akabli
Akabli là một đô thị thuộc tỉnh Adrar, Algérie. Dân số thời điểm năm 2002 là 7.513 người.